# Ludwig Fort
Jacob Johann Ludwig Fort (geboren 1793 in Dresden; gestorben 14. August 1856 in Leipzig) war ein deutscher Lehrer der Handelswissenschaften.
Er war der Sohn des französischen Sprachlehrers David Fort.
Der durch seine Publikationen weithin bekannte Lehrer war Mitte des 19. Jahrhunderts Herausgeber des mehrbändigen Lexikons Neuestes Universal-Lexicon der gesammten kaufmännischen Wissenschaften, das bis 1872 aktualisiert in 5., durchgängig neu bearbeiteter, verbesserter und vermehrter Auflage von L. F. Huber herausgegeben wurde.
Fort trat zudem als Übersetzer aus dem Französischen hervor.
Der 1856 Verstorbene hinterließ eine Witwe und mindestens ein Kind.

## Schriften
als Herausgeber:
- Neuestes Universal-Lexicon der gesammten kaufmännischen Wissenschaften. Für Kaufleute, Fabrikanten und überhaupt jeden Geschäftsmann. Im Verein mit mehreren Gelehrten herausgegeben von Ludwig Fort, Lehrer der Handelswissenschaften zu Leipzig, mehrbändig, Leipzig: Arnoldische Buchhandlung, 1853

als Übersetzer:
- Paul Féval: Die Dünenfee. Unter Zugrundelegung des Textes der 1851 im Verlags-Comtoir, Grimma und Leipzig, erschienenen Buchausgabe, sprachlich überarbeitet und in modernisierter Rechtschreibung – Aus dem Französischen von Ludwig Fort, mit Illustrationen von J. Labrousse, Neuausgabe, Augsburg: Weltbild Verlag,  [2013?]